# Gare du Pouliguen
Gare du Pouliguen vasútállomás Franciaországban, Le Pouliguen településen.

## Vasútvonalak
Az állomást az alábbi vasútvonalak érintik:
- Saint-Nazaire-Le Croisic-vasútvonal

## Kapcsolódó állomások
A vasútállomáshoz az alábbi állomások vannak a legközelebb:
- Gare de Batz-sur-Mer (Gare du Croisic)
- Gare de La Baule-Escoublac (Gare de Saint-Nazaire)